# Heat Capacity Mapping Mission
Die Heat Capacity Mapping Mission (HCMM), oder Explorer 58 war ein Forschungssatellit der NASA zur Thermalkartierung der Erde. Der Satellit wurde am 26. April 1978 von Vandenberg mit einer Scout-D1-Rakete gestartet. Nach dem Start trat HCMM in eine sonnensynchrone niedrige Umlaufbahn ein. Er war spinstabilisiert mit 14 Umdrehungen in der Minute.
HCMM war 1,7 m hoch, hatte einen Durchmesser von 1,25 m und bestand aus zwei Hauptmodulen, dem Satellitenbus und dem Instrumententräger. Da es keine Möglichkeiten gab, Daten an Bord zu speichern, wurden nur Daten in Echtzeit übertragen, wenn der Satellit im Empfangsbereich von einer der sieben Bodenstationen kam. HCMM übertrug bis zum 30. September 1980 Daten zur Erde und verglühte am 22. Dezember 1981.